# جون جوزيف هنري
جون جوزيف هنري (بالإنجليزية: John Joseph Henry)‏ هو محامي أمريكي، ولد في 4 نوفمبر 1758 في لانكستر في الولايات المتحدة، وتوفي في 15 أبريل 1811.